# Zonnestrand
Zonnestrand of Slantsjev Brjag (Bulgaars: Слънчев бряг; Engels: Sunny Beach, 'zonnige strand') is een Bulgaarse badplaats gelegen aan de Zwarte Zee. De laatste jaren is de populariteit van de badplaats enorm gestegen. Momenteel bevinden zich zo'n 600 hotels in Slantsjev Brjag.
Slantsjev Brjag, als vakantiebestemming vooral bekend onder de naam "Sunny Beach" of "Zonnestrand", heeft maar weinig vaste inwoners. Desondanks verblijven er jaarlijks meer dan een miljoen toeristen. Sinds 2000 is er veel geïnvesteerd in de algemene voorzieningen en veiligheid in de regio. Mede hierdoor is het stadje van haar schimmige imago afgekomen. Daarnaast zijn veel hotels in deze periode gerenoveerd of nieuw gebouwd. De badplaats is vooral geliefd onder jongeren vanwege het relatief goedkope drinken, eten en uitgaan.

## Klimaat
Het klimaat is min of meer een kruising tussen een landklimaat en een mediterraan klimaat. De gemiddelde temperatuur bedraagt in de zomer overdag rond de 28 °C. 's Winters is het landklimaat beter terug te zien. Dan is de gemiddelde temperatuur overdag zo'n 2 °C.